# Siegfried von Venningen
Siegfried von Venningen († 1393) war ein Reichsritter aus der Familie der Herren von Venningen. Er war von 1382 bis 1393 Deutschmeister des Deutschen Ordens.

## Familie
Siegfried von Venningen war der Sohn von Siegfried von Venningen, der in erster Ehe mit Adelheid von Flehingen und in zweiter Ehe mit Guta von Mentzingen verheiratet war. Von welcher Mutter Siegfried stammte ist nicht überliefert.

## Leben
Siegfried von Venningen wird in den Quellen 1371 als Komtur des Deutschen Ordens in Weißenburg im Elsass genannt. 1379 war er Komtur auf Horneck und Stocksberg und ab 1382 Deutschmeister des Deutschen Ordens. Während seiner Amtszeit musste er mehrmals Streitigkeiten zwischen dem Rheinischen und Schwäbischen Städtebund und den Fürsten des Reiches schlichten.
Innerhalb der Familie schlichtete er 1392 einen Streit zusammen mit seinen Brüdern Albrecht († 1397) und Eberhard († ca. 1401) zwischen Anna von Angelloch, der Witwe Conrads von Talheim, und Conrad von Venningen, vom Daisbacher Zweig der Familie, über den Besitz in Zuzenhausen.